# OxyRadio
OxyRadio est une webradio associative créée en 2006 diffusant de la musique sous licence libre de diffusion.
L'association a prononcé sa dissolution en décembre 2015. En décembre 2018, le site web oxyradio.net n'est plus accessible.

## Présentation
OxyRadio diffuse de la musique sous licence librement diffusable (telle que Creative Commons ou Art Libre). La programmation musicale est essentiellement basée sur du pop, du rock et de l'électro. Les émissions sont elles principalement tournées autour de la jeunesse, de la culture et des nouvelles technologies.
OxyRadio a le statut d'association loi de 1901 depuis mai 2010. Elle est constituée d’un peu plus de 120 adhérents, dont trente membres actifs. 
OxyRadio est membre du collectif Libre Accès aux côtés de Dogmazic, InLibroVeritas, Kassandre.org et Ralamax Prod.
Ses programmes sont diffusés à l'aide de la technologie du streaming sur Internet.

## Les émissions
- Les enfants du web : émission portant sur l'histoire d'internet et les nouvelles technologies de l'information et de la communication.

## Couverture d'évènements
OxyRadio participe activement à la diffusion de la Culture Libre. À ce titre elle a couvert différents évènements liés à cette culture.

## Reconnaissance
Le 30 janvier 2009, OxyRadio a reçu le 1er prix du Jury National Envie d'Agir, remis par le Haut-Commissaire à la Jeunesse Martin Hirsch, dans le cadre de la création et de la mise en place d'un festival de musique libre.